# 1757 в Україні

## Особи

### Народились
- 15 квітня Антін (Ангелович) (1757—1814) — український релігійний діяч, освітній і політичний діяч, ректор Львівського університету (1796—1797). Єпископ Української Греко-Католицької Церкви.
- 3 липня Ян Павло Воронич (1757—1829) — польський поет, письменник, діяч Католицької церкви. Єпископ краківський, архієпископ варшавський, примас Королівства Польського.
- 4 серпня Боровиковський Володимир Лукич (1757—1825) — український маляр, живописець, іконописець та портретист, академік Петербурзької академії мистецтв.
- Гершеле Острополер (1757—1811) — історична особа, єврей з Острополя, що уславився своїми витівками і влучними відповідями.
- Різенко Іван Федорович (1757 — після 1778) — доктор медицини, надвірний радник.
- Туманський Федір Йосипович (1757—1810) — історик, етнограф і громадський діяч.
- Чайковський Григорій (1709—1757) — український живописець.

### Померли
- Якубович Яків Дем'янович (? — 1757) — генеральний осавул в 1741—1757 роках, бунчуковий товариш.

## Засновані, зведені
- Голованівськ
- Мала Офірна
- Миколаївська церква (Сваркове)
- Церква Івана Предтечі (Керч)
- Церква Успіння Пресвятої Богородиці (Бар)
- Палац Розумовського (Глухів)